# La Época (Chile, 1881-1892)
La Época fue un periódico chileno publicado entre el 15 de noviembre de 1881 y el 28 de enero de 1892, fecha en que se entregó su número 3054. Fue fundado por Guillermo Puelma Tupper y adquirido posteriormente por Agustín Edwards Ross.
Debido a su línea editorial de oposición al gobierno del presidente José Manuel Balmaceda, fue clausurado durante la Guerra Civil de 1891 —en enero de ese año— y solo reapareció el 10 de septiembre, tras el triunfo de los congresistas. El último número se publicó, como se ha visto, el 28 de enero de 1892.
La Época llegó a ser el diario literario por excelencia, sin par en Chile. Entre sus colaboradores se encuentran poetas y literatos como Vicente Pérez Rosales y Rubén Darío.